# Cisticòlids
Els cisticòlids (Cisticolidae) són una família d'ocells de l'ordre dels passeriformes que habiten principalment les zones meridionals i més càlides del Vell Món. Sovint s'han inclòs a la família dels sílvids (Sylviidae).
L'origen d'aquesta família probablement va ser a l'Àfrica, on encara es troben la major part de les espècies, malgrat que també hi ha representants des d'Àsia tropical fins a Austràlia, a més d'una que cria a Europa.
Generalment són aus molt petites, d'un homogeni color marró o gris, habitants d'espais oberts com praderies o matolls. Sovint són difícils de contemplar i d'identificar, ja que les diferents espècies poden ser molt semblants en aparença. Sovint la millor manera per a diferenciar-los és el cant.
Són aus insectívores que nien entre la vegetació, prop de terra.

## Llista de gèneres
Segons la classificació del Congrés Ornitològic Internacional (versió 11.1, 2021), la família conté 26 gèneres amb 163 espècies.
- Gènere Neomixis, amb tres espècies.
- Gènere Cisticola, amb 51 espècies.
- Gènere Incana, amb una espècie: prínia de Socotra (Incana incana)
- Gènere Prinia, amb 28 espècies.
- Gènere Schistolais, amb dues espècies.
- Gènere Phragmacia, amb una espècie: prínia de Namaqua (Phragmacia substriata)
- Gènere Oreophilais, amb una espècie: prínia de Roberts (Oreophilais robertsi)
- Gènere Micromacronus, amb dues espècies.
- Gènere Urolais, amb una espècie: prínia verda (Urolais epichlorus)
- Gènere Oreolais, amb dues espècies.
- Gènere Drymocichla, amb una espècie: prínia grisa (Drymocichla incana)
- Gènere Spiloptila, amb una espècie: prínia xerraire (Spiloptila clamans)
- Gènere Phyllolais, amb una espècie: prínia ventreclara (Phyllolais pulchella)
- Gènere Apalis, amb 24 espècies.
- Gènere Malcorus, amb una espècie: prínia cara-roja (Malcorus pectoralis)
- Gènere Hypergerus, amb una espècie: ocell senil (Hypergerus atriceps)
- Gènere Eminia, amb una espècie: emínia (Eminia lepida)
- Gènere Camaroptera, amb 5 espècies.
- Gènere Calamonastes, amb 4 espècies.
- Gènere Euryptila, amb una espècie: camaròptera de pit canyella (Euryptila subcinnamomea)
- Gènere Bathmocercus, amb dues espècies.
- Gènere Scepomycter, amb dues espècies.
- Gènere Orthotomus, amb 13 espècies.
- Gènere Artisornis, amb dues espècies.
- Gènere Poliolais, amb una espècie: camaròptera cuablanca (Poliolais lopezi)
- Gènere Eremomela, amb 11 espècies.